# Calophyllum persimile
Calophyllum persimile är en tvåhjärtbladig växtart som beskrevs av P.F. Stevens. Calophyllum persimile ingår i släktet Calophyllum och familjen Calophyllaceae. Inga underarter finns listade i Catalogue of Life.